# Гуаява
Гуаява (Psidium) — рід вічнозелених або напівлистоопадних дерев родини миртових — Myrtaceae.

## Поширення
Батьківщина — Південна та Центральна Америка. Гуаяву культивують в багатьох тропічних країнах як плодову рослину. Існує карликовий вид цього дерева, що росте у вигляді невисокого куща.

## Ботанічний опис
Листя 10–15 см завдовжки, довгастої або яйцеподібної форми, знизу запушені, зверху голі.
Кора 2–4 мм завтовшки, гладка, зовні блідо-рожева, місцями в тріщинах.
Цвіте гуаява постійно, поєднуючи на гілках одночасно і квіти, і плоди усіх стадій — від зав'язей до повністю стиглих.
Плід — грушоподібна ягода розміром 4–15 см, ароматна і солодка.

## Види

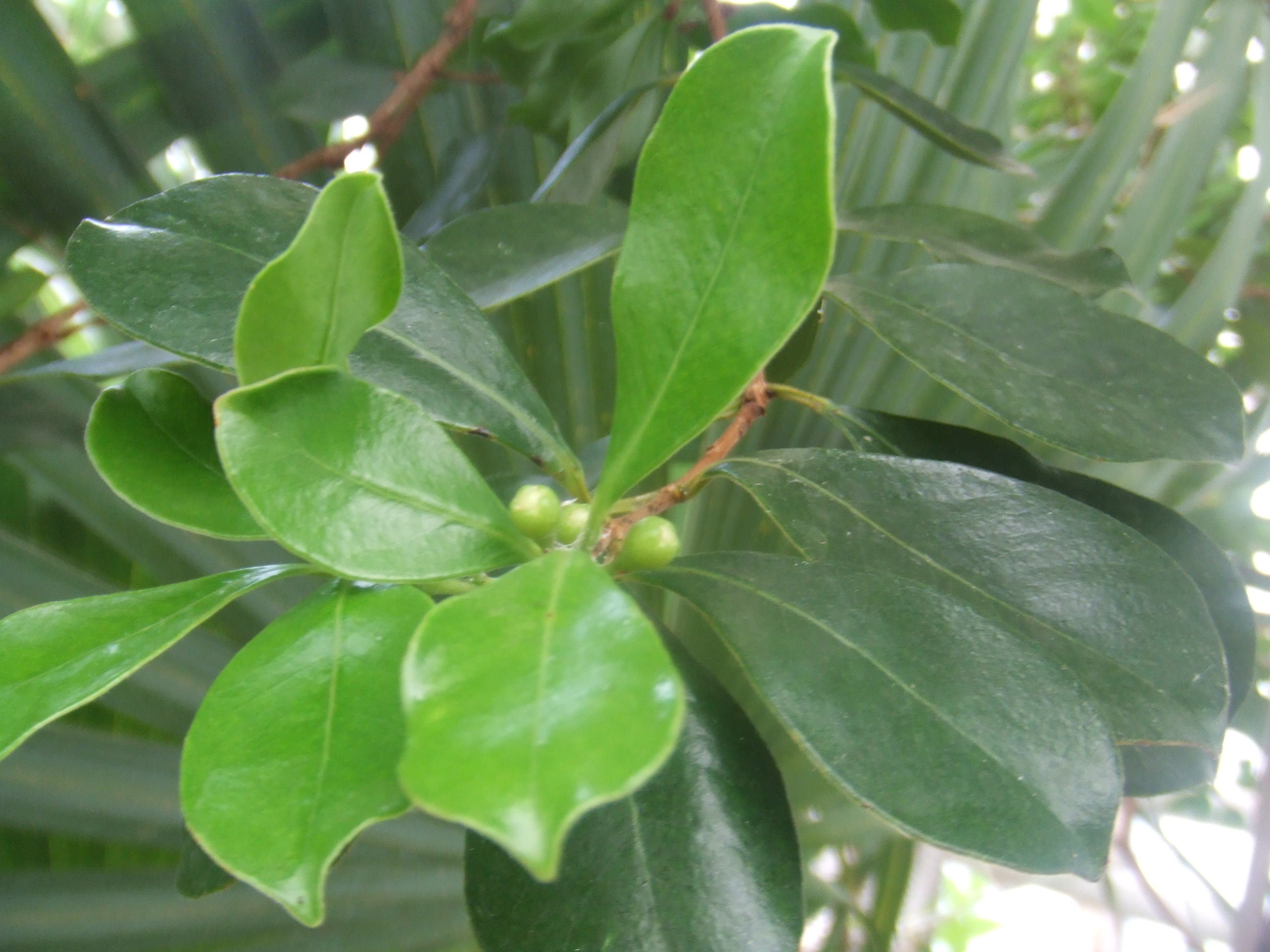
Полунична гуаява, Psidium littorale var. cattleianum

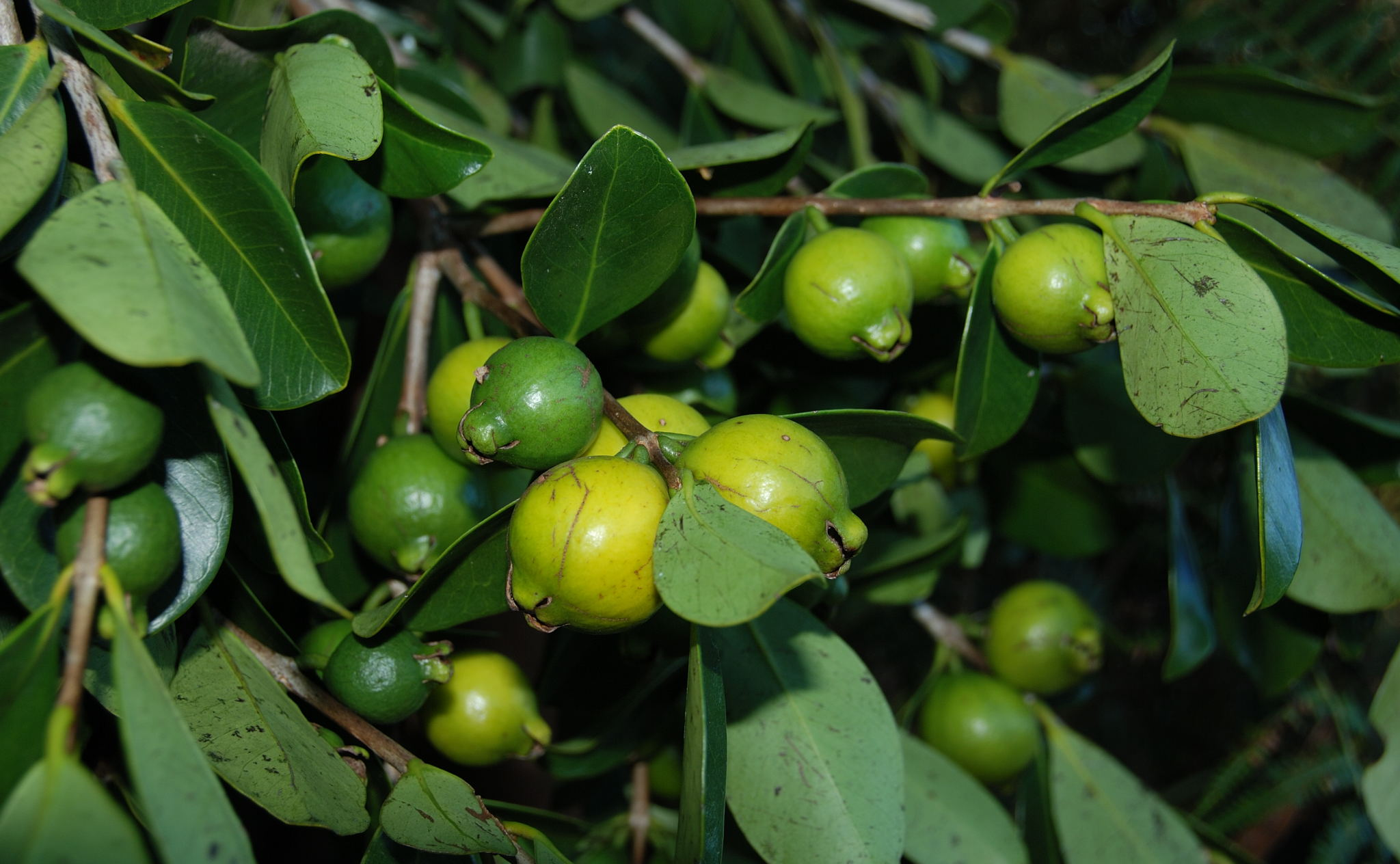
Лимонна гуаява, Psidium littorale var. littorale

- Psidium amplexicaule
- Psidium araao Raddi
- Psidium araca Raddi
- Psidium australe Cambess.
- Psidium cinereum
- Psidium dumetorum — Ямайська гуаява (зникла в кінці 1970-х)
- Psidium firmum O.Berg
- Psidium friedrichsthalium — Коста-Риканська гуаява
- Psidium galapageium — Галапагоська гуаява
- Psidium guajava — Яблучна гуаява, звичайна гуаява
- Psidium guineense Sw. — Гвінейська гуаява
- Psidium harrisianum
- Psidium havanense
- Psidium incanescens Mart.
- Psidium littorale — Перуанська гуаява
  - Psidium littorale var. cattleianum — Полунична гуаява
  - Psidium littorale var. littorale — Лимонна гуаява
- Psidium montanum — Гірська гуаява
- Psidium pedicellatum
- Psidium robustum O.Berg
- Psidium rostratum
- Psidium sartorianum
- Psidium sintenisii
- Psidium socorrense
- Psidium spathulatum Mattos